# Pochette de courrier intérieur
 (mai 2025).
Motif : Existe - j'en ai même vu à titre pro, mais est-ce que c'est encyclopédique ou juste de l'ordre du wiktionnaire ?
- Archive Wikiwix
- Bing
- Cairn
- DuckDuckGo
- E. Universalis
- Gallica
- Google
- G. Books
- G. News
- G. Scholar
- Persée
- Qwant
- (zh) Baidu
- (ru) Yandex
- (wd) trouver des œuvres sur Wikidata

| 1. | Préciser le motif de la pose du bandeau. | Précisez le motif de la pose du bandeau en utilisant la syntaxe suivante : {{admissibilité à vérifier\|date=mai 2025\|motif=remplacez ce texte par le motif}}                                       |
| 2. | Informer les utilisateurs concernés.     | Pensez à avertir le créateur de l'article, par exemple, en insérant le code ci-dessous sur sa page de discussion : {{subst:avertissement admissibilité à vérifier\|Pochette de courrier intérieur}} |

Une pochette de courrier intérieur ou enveloppe à trous est une enveloppe généralement en papier kraft utilisée pour les échanges entre les services d'une organisation suffisamment importante pour avoir un service de courrier intérieur. Contrairement à une enveloppe standard, elle est réutilisable ; à chaque envoi le destinataire précédent est barré et un nouveau destinataire est inscrit dans une des cases prévu à cet effet. 
Son utilisation a quasiment disparu avec l'apparition du courrier électronique.